# Acanthometropus
Acanthometropus es un género de insectos efemerópteros de la familia Acanthametropodidae. Es probable que sea un sinónimo de Siphluriscus.

## Especies
Comprende las siguientes especies:
- Acanthometropus nikolskyi Tshernova, 1948
- Acanthometropus pecatonica (Burks, 1953) †